# Good Girls, Bad Guys
| Críticas profissionais | Críticas profissionais |
| Avaliações da crítica  | Avaliações da crítica  |
| Fonte                  | Avaliação              |
| ---------------------- | ---------------------- |
| Cool Try               | [ 1 ]                  |

"Good Girls, Bad Guys" é o quarto single do álbum de estreia, The Drug in Me Is You, da banda Americana Falling in Reverse lançado no dia 18 de junho de 2012 juntamente a um videoclipe. "Good Girls Bad Guys" também esteve no CD da Warped Tour 2012. A música contem ganchos enormes, alucinantes riffs e solos de guitarra, tomando elementos de pop, arena-metal, hardcore e até gangsta rap.

## Video musical
O video foi dirigido por Zach Merck, é uma homenagem ao filme clássico dos anos 90 Friday e até conta com a aparição de Tom Lister, Jr. que fez 'Deebo'. O clipe começa com Radke e dois amigos traçando seus planos para uma festa de fim de semana. Segue então com uma paródia do clássico comercial "Whassup?", e leva a uma cena do filme Friday, tendo sido gravado na California. O clipe vem com low riders, um quintal para churrasco, um solo de guitarra na cobertura e mulheres saindo de porta-malas de um carro. A revista Guitar World citou o video como épico e fez um Behind the Scenes dele destacando os carros, mulheres e até mesmo o solo de guitarra de Jacky Vincent no telhado.

## Lista de faixas
"Good Girls, Bad Guys" foi escrita e composta por Ronnie Radke.
| N.º | Título                                            | Duração |  |
| 1.  | "Good Girls, Bad Guys" (CD The Drug in Me Is You) | 3:15    |  |
| 2.  | "Good Girls, Bad Guys" (CD Vans Warped Tour '12)  | 3:11    |  |
| 3.  | "Good Girls, Bad Guys" (Video)                    | 5:12    |  |